# Pac-Man
Pour les articles homonymes, voir Pac-Man (homonymie).
Pac-Man (パックマン, Pakkuman) (initialement intitulé Puckman) est un jeu vidéo créé par Tōru Iwatani pour l’entreprise japonaise Namco, sorti au Japon le 22 mai 1980. Le jeu consiste à déplacer Pac-Man, un personnage qui, vu de profil, ressemble à un diagramme circulaire à l’intérieur d’un labyrinthe, afin de lui faire manger toutes les pac-gommes qui s’y trouvent en évitant d’être touché par des fantômes.

Pac-Man.

Lorsque Pac-Man est sorti, les jeux vidéo d'arcade les plus populaires étaient les jeux de tir, en particulier les Space Invaders et Asteroids. La minorité la plus visible était des jeux de sport pour la plupart dérivés de Pong. Pac-Man leur a succédé en créant un nouveau genre. Pac-Man est souvent crédité en tant que point de repère dans l'histoire du jeu vidéo, et est parmi les plus célèbres jeux d'arcade de tous les temps. Il est également l'un des jeux vidéo avec les plus grosses recettes de tous les temps, ayant généré plus de 2,5 milliards de $ au cours des trimestres des années 1990.
Le personnage est apparu dans plus de 30 spin-offs sous licence officielle, ainsi que dans de nombreux clones et bootlegs non autorisés. Pac-Man est l'une des plus longues franchises de jeux vidéo de l'âge d'or des jeux vidéo d'arcade. Il fait partie de la collection de la Smithsonian Institution à Washington, DC et du Museum of Modern Art de New York.

## Système de jeu
Pac-Man, personnage emblématique de l’histoire du jeu vidéo, est un personnage en forme de rond jaune doté d’une bouche. Il doit manger des pac-gommes et des bonus (sous forme de fruits, et d’une clé à 5 000 points) dans un labyrinthe hanté par quatre fantômes. Quatre pac-gommes spéciales (super pac-gommes) rendent les fantômes vulnérables pendant une courte période au cours de laquelle Pac-Man peut les manger. Les fantômes deviennent alors bleus et affichent une expression de peur signalée par des petits yeux et une bouche en ligne cassée et quand un fantôme se fait manger, ses yeux retournent dans la salle centrale du labyrinthe pour le faire redevenir normal. Le jeu original comprend 255 labyrinthes différents (le jeu était considéré comme allant à l’infini, mais le 256e niveau est injouable à cause d’un bogue qui noie la moitié droite du niveau sous un gros amas de symboles (voir la sous-section Bogue au 256e niveau), ce bug vient du fait que le nombre de niveaux était codé sur un seul octet). Le personnage peut emprunter des passages situés de chaque côté de l'écran, produisant un effet de wraparound, le faisant réapparaître de l'autre côté de celui-ci.
Le tableau ci-dessous indique les différents fruits, leurs valeurs et les niveaux où l’on peut les trouver. Si le joueur dépasse les 10 000 points, il obtient une vie supplémentaire.
| Fruits  | Points | Niveaux  |
| ------- | ------ | -------- |
| Cerise  | 100    | 1        |
| Fraise  | 300    | 2        |
| Orange  | 500    | 3 et 4   |
| Pomme   | 700    | 5 et 6   |
| Melon   | 1 000  | 7 et 8   |
| Galboss | 2 000  | 9 et 10  |
| Cloche  | 3 000  | 11 et 12 |
| Clé     | 5 000  | 13 et +  |

### Personnages

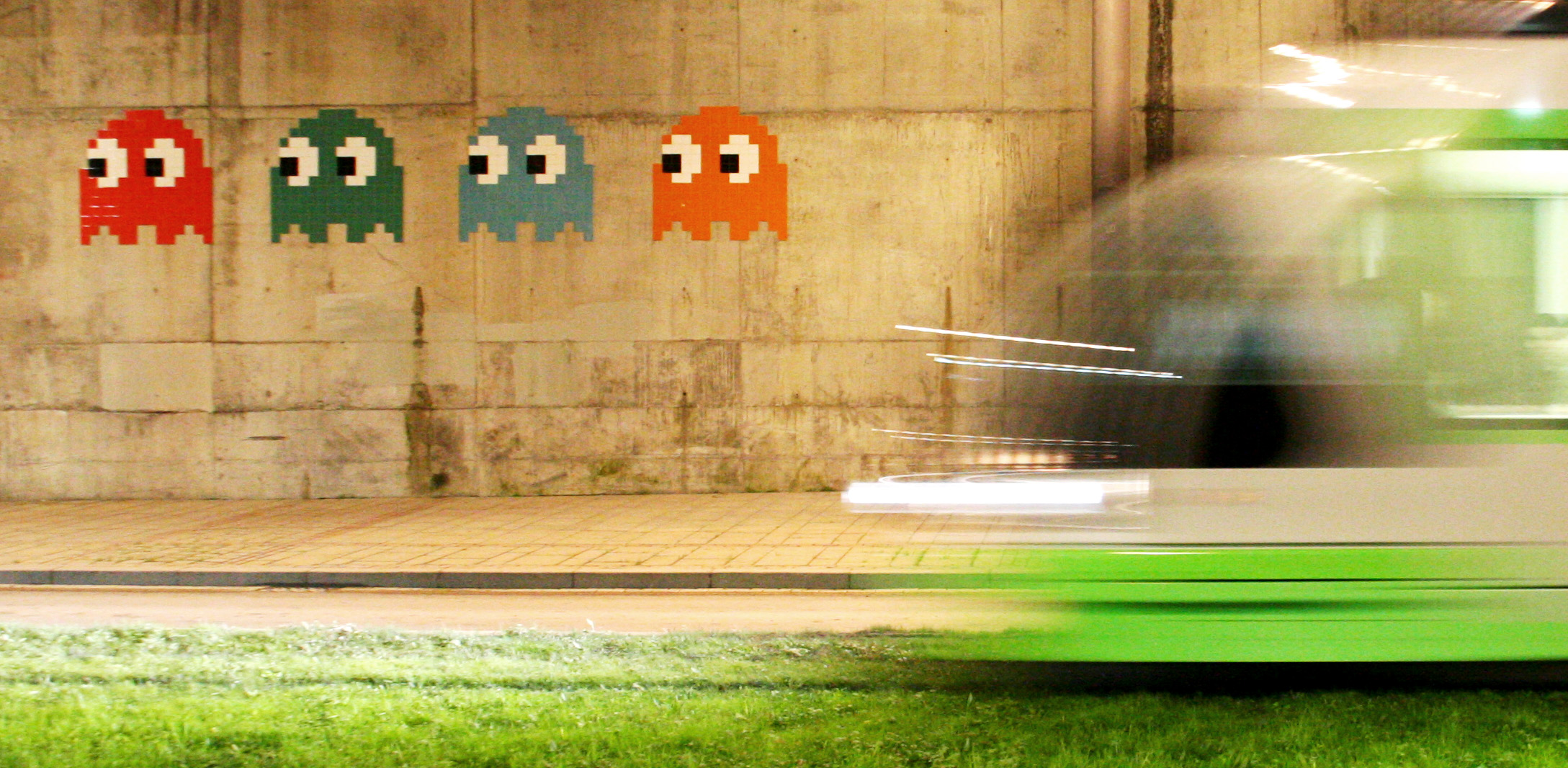
Les fantômes de Pac-Man par l'artiste Invader au Musée Guggenheim (Bilbao).

Voici les noms et surnoms originaux des fantômes dans Puckman :
- Inky : le fantôme bleu.
- Machibuse (マチブセ - Embuscade)
- Pinky (ピンキー - Rosette/petite et rose) : le fantôme rose est un personnage féminin. Elle est présentée comme la plus intelligente.
- Blinky : le fantôme rouge.
- Clyde : le fantôme orange.

Voici les noms et surnoms des fantômes dans Pac-Man :
- Shadow (Ombre) - Blinky : le fantôme rouge.
- Speedy (Rapide) - Pinky : le fantôme rose.
- Bashful (Timide) - Inky (ou encore Inkey) : le fantôme bleu.
- Pokey (Limité) - Clyde : le fantôme orange.

Chaque fantôme a un comportement qui lui est propre : 
- Blinky attaque directement Pac Man. Il suit Pac-Man comme son ombre.
- Pinky a tendance à se mettre en embuscade. Elle vise l'endroit où va se trouver Pac-Man.
- Inky est capricieux. De temps en temps, il part dans la direction opposée à Pac-Man.
- Clyde feint l'indifférence. De temps en temps, il choisit une direction au hasard (qui peut être celle de Pac-Man).

Cette diversité est obtenue avec quelques règles simples de programmation. D'après Toru Iwatani, c'est le cœur du jeu : « Je voulais que chaque fantôme ait sa propre personnalité et sa propre manière de se déplacer, de manière qu'ils ne soient pas tous en train de chasser Pac Man comme un seul homme, ce qui aurait été assommant et insipide ».

## Historique

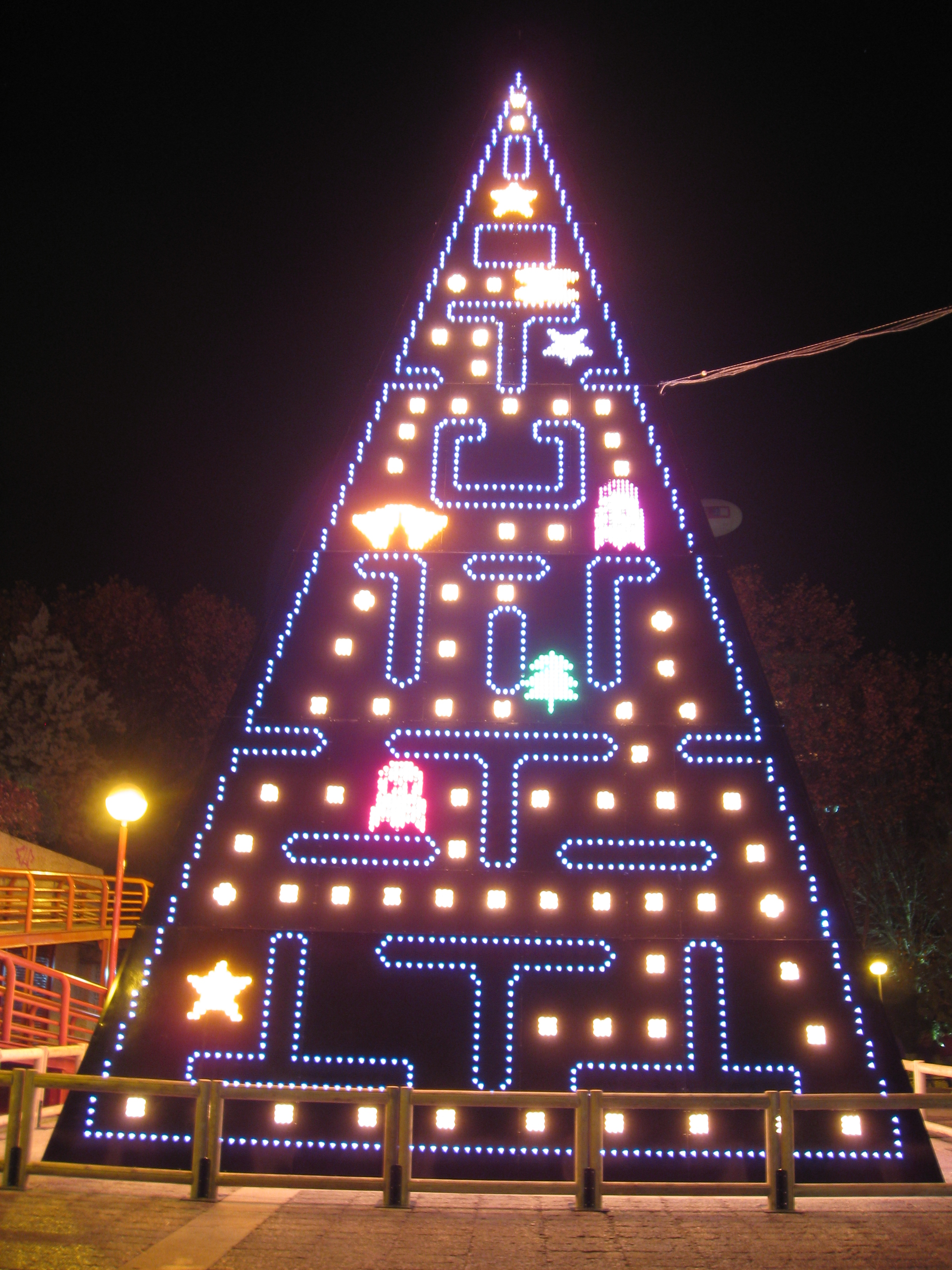
Illumination d'un sapin de Noël en référence au jeu.

Le jeu est sorti dans les salles d’arcade le 22 mai 1980 au Japon sous le titre Puckman. Le mot « Puck » désigne le palet du hockey sur glace en anglais, et « man » signifie « homme ». Donc le titre signifie « homme-palet (de hockey sur glace) ». Il connaît un succès immédiat.
Il est commercialisé en octobre 1980 aux États-Unis en changeant son nom, puis dans le reste du monde.
Selon les importateurs américains Midway, le nom « Puckman » amenait des risques de dégradation des décorations de la borne d'arcade par des plaisantins, qui auraient pu transformer le « P » en « F », et ainsi donner le nom « Fuckman » (« L'homme baiseur »). Cette obscénité aurait été mal vue dans les salles d’arcade, majoritairement fréquentées par des jeunes,.
Le nom du jeu devient Pac-Man pour couper court à toute déviance, dérivé de l'onomatopée japonaise paku paku qui dénote l’action d’ouvrir et refermer la bouche et de manger avec gloutonnerie.
Sans en être une référence directe, il est à noter que Chase Game, l'un des tout premiers prototypes de jeu vidéo créé en 1966 par Ralph Baer, repose sur un principe relativement similaire : un joueur pourchasse l'autre, qui disparaît lors d'une collision.
Pac-Man est par la suite adapté sur un grand nombre d'ordinateurs et consoles (Atari 2600, NES, Game Boy, PlayStation, Xbox 360, iPhone, etc.). Il est probablement l’un des jeux les plus connus au monde. Pac-Man a été le héros de deux dessins animés : Pac-Man et Pac-Man et les Aventures de fantômes.
Le 21 mai 2010, le moteur de recherche Google modifie son logo en une version jouable (JavaScript et HTML5) de Pac-Man pour célébrer les trente ans du jeu, cette version de Pac-Man restera deux jours sur la page d’accueil Google,. Il reste disponible par la suite sur une page web dédiée.
Le 1er avril 2015, Google, qui est habitué aux poissons d'avril, offre sur Google Maps la possibilité de jouer à Pac-Man sur la carte d'une ville de son choix, pourvu qu'il y ait assez de route. Un simple clic sur une icône permet de transformer la carte à l'image du jeu original, tout en conservant le tracé des routes affichées à l'écran.

### Fiche technique
- Microprocesseur : Zilog Z80.
- Son : Namco 3-Channel PSG.

Les déplacements des fantômes sont déterminés, il n’y a pas de hasard dans l’algorithme qui détermine leur trajet, (sauf lorsque ceux-ci prennent la fuite), mais l’adaptation de Pac-Man en version féminine Ms. Pac-Man met en évidence le déplacement aléatoire des fantômes.

### Record
En 1999, l’Américain Billy Mitchell devient le premier joueur à avoir réalisé le score parfait de 3 333 360 points dans le jeu. Il a terminé les 256 niveaux en six heures, attrapant tous les fruits, mangeant les quatre fantômes à chaque bonus, et ne perdant aucune vie à chaque niveau.

### Bug au256eniveau
Ce bug est causé par la présence des fruits au bas de l'écran. Le jeu ajoute un fruit à chaque fin de niveau pour compter les niveaux finis. Au niveau 2, il y a 2 fruits présents. Cependant, le jeu ne peut pas représenter plus de 7 fruits. Ainsi, le jeu va vérifier si le nombre de fruits est supérieur ou inférieur à 8. Donc 7 + 1 = 8, le jeu va commencer à remplacer les fruits. Au niveau 20, la machine représentera des clés à la place des fruits. Mais au niveau 255, le jeu étant en 8 bits, on a alors huit fois 1. Cependant, le compteur ne peut ajouter 8 fruits donc il revient à zéro. Mais zéro est inférieur à huit et si on suit la règle d'un fruit ajouté pour les sept premiers niveaux, le jeu doit vérifier à quel niveau on est. Mais le niveau précédent est le 255e donc le jeu va essayer de représenter 256 clés, ce qui est impossible. Le jeu bug donc avec un gros amas de symboles et se révèle injouable.

## Postérité
Lors de la première sortie au Japon par Namco en 1980, le jeu a reçu une réponse tiède, comme Space Invaders et autres jeux similaires étaient plus populaires à l'époque. Cependant, le succès de Pac-Man en Amérique du Nord la même année a surpris concurrents et distributeurs. Les responsables de marketing qui ont vu Pac-Man dans un salon avant de sortir ont complètement négligé le jeu (avec Defender désormais classique), alors qu'ils voyaient un jeu de voiture de course appelé Rally-X comme le jeu le plus prometteur de l'année. Pac-Man a dépassé Asteroids en tant que jeu d'arcade le plus vendu en Amérique du Nord avec plus d'1 000 000 000 $ au cours des trimestres en une décennie, à la fin des années 1980, dépassant les revenus du plus grand succès du cinéma, Star Wars. Le jeu est l'un des premiers à avoir connu des produits dérivés (T-shirts, jeux, badges, objets divers), confirmant son statut singulier, et contribuant à nourrir sa notoriété et renforçant encore son positionnement emblématique.

### Portages et suites
Pac-Man est l'un des rares jeux à avoir été régulièrement publié depuis plus de quatre décennies, après avoir été porté sur de nombreuses plates-formes et engendré beaucoup de suites. Les rééditions comprennent des versions du jeu d'arcade original portés et mis à jour. De nombreux clones non autorisés de Pac-Man sont apparus peu de temps après sa sortie. Les ventes combinées de bornes d'arcade contrefaites ont presque dépassé le nombre de bornes vendues du Pac-Man original, dont plus de 300 000 bornes ont été vendues.

#### Portages
Un des tout premiers portages du jeu l’a été pour l’Atari 2600 en 1982, qui ressemblait peu à l'original et a été largement critiqué pour ses fantômes clignotants, en raison de la mémoire limitée de la 2600 et du matériel par rapport à la machine d'arcade. Malgré les critiques, cette version de Pac-Man vendu sept millions d'unités à 37,95 $ par copie, est le jeu le plus vendu de tous les temps sur l'Atari 2600. Tout en appréciant le succès des ventes initiales, Atari avait surestimé la demande en produisant 12 millions de cartouches, dont 5 millions sont invendues. Sa mauvaise qualité a endommagé la réputation de l'entreprise auprès des consommateurs et des détaillants, qui allait devenir l'un des facteurs qui contribuent à la baisse d'Atari et le krach nord-américain du jeu vidéo de 1983, avec E.T. the Extra-Terrestrial.
Pendant ce temps, les versions du jeu LCD de Coleco Mini-Arcade du jeu ont été vendues à 1,5 million d'unités en 1982.
II Computing a classé dixième sur la liste du magazine des meilleurs jeux de la série Apple II du magazine à partir de la fin de 1985, basé sur les ventes et les données de parts de marché, et en décembre 1987 seulement la version IBM PC de Mindscape de Pac-Man a été vendue à plus de 100 000 exemplaires. Le jeu a également été publié pour les ordinateurs 5200 et 8 bits d'Atari, Intellivision, Commodore 64 et VIC-20, et la Nintendo Entertainment System. Pour les consoles de jeux portables, il est sorti sur Game Boy, Game Gear, Game Boy Color, et la Neo-Geo Pocket Color.

#### Suites
En 1981, sort Ms. Pac-Man, le second épisode de la série.
En 1983, sort Jr. Pac-Man, qui offre de nouveaux labyrinthes.
En 1987, sort sur arcade Pac-Mania, une variante en 3D isométrique.
En 1994, sort sur Super Nintendo et Mega Drive Pac-Man 2: The New Adventures, l'adaptation de la série animée de 1980.
En 2007 et 2009, sortent Pac-Man Championship Edition et sa version DX sur arcade et consoles, rééditions de Pac-Man inspirés du jeu du serpent.
Le 19 août 2015, sort Pac-Man 256, une variante en 3D isométrique inspirée du 256e niveau buggé.
En 2017, Nintendo sort Pac-Man Vs.. sur Nintendo Switch, une variante gratuite où le joueur incarne Pac-Man ou un fantôme et affronte jusqu'à 3 autres joueurs dans le mode multijoueur.

### Clones
Depuis sa sortie, de nombreux clones de Pac-Man sont apparus sur le marché.
- Guppy sur EXL 100 (Exelvision), une variante avec un poisson et des pieuvres.
- Clean Sweep sur la console Vectrex, où le joueur dirige un aspirateur chargé de récupérer les pièces de monnaie d’une banque, ce qui a pour effet de le grossir et de le ralentir, l’obligeant à rejoindre régulièrement le centre de la banque pour déposer sa récolte. Ce clone fut le plus apprécié par la communauté des joueurs de l’époque[réf. nécessaire] (qui mettait en avant l’inverse du bug de Space Invaders où les ovnis bougeaient de plus en plus vite au fur et à mesure qu’on les exterminait).
- Chez Nintendo, il existe un clone nommé Devil World. Le personnage principal, Tamagon, doit nettoyer l’écran des croix. La principale différence réside dans la variété des ennemis. Le méchant principal du jeu apparaît dans Super Smash Bros. Brawl. Un autre jeu similaire se nomme Clu Clu Land, les commandes y sont différentes mais le principe reste le même : parcourir l’écran en évitant les ennemis.
- Glouton et Voraces (K.C. Munchkin!) est un clone de Pac-Man sorti sur l'Oddysey²/Videopac. Ce jeu est célèbre car Atari a traîné Magnavox en justice, le jeu étant trop ressemblant au Pac-Man original.
- Oh Shit ! est un clone éhonté de Pac-Man développé par Aackosoft en 1985 sur support MSX. Ce clone reprend une très grande partie des mécaniques de jeu et de l'interface du niveau original avec un simple rétrécissement de l'épaisseur des murs et du labyrinthe. Toutefois l'IA des fantômes est violente puisque chaque spectre adopte le comportement agressif de Blinky. À l'écran titre, des voix digitalisées "étonnamment bonnes [sur MSX]" présentent les fantômes renommés pour l'occasion Joey, Paul, Willy et Frankie. De plus, lorsque le pseudo-Pac-Man meurt, il crie ''OH SHIT !" (d'où le titre du jeu). La version japonaise du jeu s'appelait juste Shit et l'illustration de la jaquette est un vol éhonté de la couverture du roman The Howling III: Echoes de Gary Brandner[29].
- Glouton par Titus Interactive sur ordinateurs Thomson Gamme MOTO en 1987, reprend les graphismes du labyrinthe et le Pacman, mais avec un déplacement aléatoire de fantômes, 5 labyrinthes différents et, lorsqu'on a fini d'avaler les Pac Gommes, on sort par une des portes du labyrinthe.